# 京都府道567号地頭四所停車場線
京都府道567号地頭四所停車場線（きょうとふどう567ごう じとうししょていしゃじょうせん）は、京都府舞鶴市を通る一般府道である。

## 概要
舞鶴市字地頭から舞鶴市字上福井に至る。
その半分ほどが主要地方道や国道と重複している。

### 路線データ
- 起点：舞鶴市字地頭（小俣交差点、京都府道533号内宮地頭線交点）
- 終点：舞鶴市字上福井（京都丹後鉄道宮舞線 四所駅前）

## 路線状況

### 重複区間
- 京都府道45号舞鶴宮津線（舞鶴市字下漆原・下漆原交差点 - 舞鶴市字大川・大川交差点）
- 国道175号（舞鶴市字大川・大川交差点 - 舞鶴市字上福井・四所駅前交差点）
- 国道178号（舞鶴市字八田・八田交差点 - 舞鶴市字上福井・四所駅前交差点）

### 道路施設

#### 橋梁
- 大川橋（由良川、舞鶴市、国道175号重複区間内）

#### トンネル
- 小倉トンネル：延長190 m、1972年（昭和47年）竣工、舞鶴市（京都府道45号舞鶴宮津線重複区間内）

## 地理

### 通過する自治体
- 舞鶴市

### 交差する道路
| 交差する道路                                               | 交差する場所 | 交差する場所          |
| ---------------------------------------------------------- | ------------ | --------------------- |
| 京都府道533号内宮地頭線                                    | 字地頭       | 小俣（）交差点 / 起点 |
| 京都府道570号西方寺岡田由里線                              | 字西方寺（） | 西方寺交差点          |
| 京都府道45号舞鶴宮津線 重複区間起点                        | 字下漆原     | 下漆原交差点          |
| 国道175号 重複区間起点 京都府道45号舞鶴宮津線 重複区間終点 | 字大川       | 大川交差点            |
| 国道178号 重複区間起点                                     | 字八田       | 八田交差点            |
| 京都府道55号舞鶴福知山線 京都府道571号西神崎上東線         | 字上東（）   | 藤津交差点            |
| 京都府道568号念仏峠線                                      | 字上福井     | 念仏峠交差点          |
| 国道175号 重複区間終点 国道178号 重複区間終点              | 字上福井     | 四所駅前交差点        |

### 交差する鉄道
- 京都丹後鉄道宮舞線

### 沿線
- 舞鶴市立岡田中学校
- 舞鶴市立岡田小学校（休校中）
- 河原神社
- 京都丹後鉄道宮舞線 四所駅